# Hyosung GD250N
La Hyosung GD250N è una motocicletta realizzata dalla casa motociclistica sudcoreana Hyosung nel 2014.

## Caratteristiche tecniche
La moto si configura come una naked di piccole dimensioni equipaggiata con un propulsore monocilindrico da 249 cc raffreddato a liquido che eroga una potenza di 28 cv con un valore di coppia massima pari a circa 24 Nm. L'impianto frenante è costituito nella sezione anteriore da un freno a disco da 300 mm con pinza a 4 pistoncini, mentre nella sezione posteriore ne è presente uno da 230 mm con pinza a due pistoncini contrapposti. I cerchi sono in lega leggera con razze a Y ed accoppiati a pneumatici tubeless. Le sospensioni sono formate da una forcella rovesciata Kayaba da 37 mm nella parte frontale, mentre il forcellone in alluminio si rapporta al telaio con un mono sul lato destro montato quasi orizzontalmente. Lo scarico è sistemato sottopancia per dare più pulizia alla linea squadrata del veicolo.